# Jerko Pavličević
Jerko Pavličević (Prozor-Rama, 20. srpnja 1965.) doktor je biotehnički znanosti, redoviti profesor na Sveučilištu u Mostaru.

## Životopis

### Školovanje i usavršavanje
Osnovnu školu završio u Rami, a srednju ekonomsku završio u Prozoru (1983.). Diplomirao na Sveučilištu u Sarajevu 1990. godine. Poljoprivredni fakultet, gdje je i magistrirao na odsjeku za agroekonomiku 2003. godine na temu „Potencijal tržišta ribe u FBiH“, doktorsku je disertaciju na temu „Ekonomsko tehnološki učinci primjene mananoligosaharida u tovu kalifornijske pastrve“ obranio 2007. godine na Sveučilišta u Mostaru i stekao zvanje doktora biotehničkih znanosti polje agronomija. U zvanje docenta izabran je 2008., a 2014. godine u zvanje izvanrednog profesora te 2020. godine u zvanje redovitog sveučilišnog profesora. Od 2001. godine angažiran na Sveučilištu u Mostaru, predaje na preddiplomskom, diplomskom i poslijediplomskom doktorskom studiju. Na Agronomskom i prehrambeno-tehnološkom fakultetu član znanstveno-nastavnog vijeća, a u razdoblju (2014. – 2018.) godine obavljao dužnost prodekana za kvalitetu i razvoj. Na Sveučilištu u Mostaru aktivno je sudjelovao u implementaciji Bolonjskog procesa, angažiran na izvođenju nastave na Sveučilištu u Dubrovniku (odjel za akvakulturu), izvodi nastavu iz kolegija ribarstvo i skupina kolegija okoliš i prirodni potencijali. Predstojnik zavoda za „ribarstvo, zoologija i zaštita voda“, član vijeća doktorskog studija „Poljoprivreda i zaštita okoliša“. Stalni sudionik projekta „Adria med“ (FAO Roma).

### Znanstveni doprinos
Autor i koautor je više knjiga, udžbenika i monografija. Objavio je više od šezdeset znanstvenih i stručnih radova u domaćim i međunarodnim časopisima, član uredništva većeg broja zbornika, monografija, priručnika i časopisa. Organizator i sudionik brojnih međunarodnih i domaćih znanstvenih i stručnih konferencija, simpozija, sudjelovao kao voditelj izrade više projekata, programa i studija. Recenzirao više sveučilišnih udžbenika te znanstvenih radova.

### Radna karijera
Tijekom radnog vijeka radio na poslovima u općini Prozor-Rama 1991. – 1998., obnašao dužnost načelnika općine Prozor-Rama (1996. – 1998.), inicijator osnivanja Radiopostaje Rama (1993.), čiji je bio urednik i voditelj. Od 1992. – 2005. dopisnik Večernjeg lista i HINA-e (Zagreb), Hrvatskog lista BiH, Radio Herceg-Bosne. Od 1998. – 2003. ministar u vladi Hercegovačko-neretvanske županije. Član i predsjednik nadzornog odbor JP “EP HZ HB“ (1998. – 2011.), osnivač Turističke zajednice Hercegovačko-neretvanske županije (2001.), član Turističkog vijeća. 
Sudjelovao u osnivanju Fonda za zaštitu okoliša te obnašao dužnost prvog direktor (2012. – 2017.). Danas uposlen kao savjetnik. Pokretač projekata zaštite okoliša, certificirani menadžer okoliša European Organization for Quality (EOQ Environmental Systems Manager) i menadžer kvalitete (EOQ Quality Systems Manager). 
Akreditirani predavač za kolegij “Procesno orijentirani sustavi upravljanja okolišem“ prema EOQ shemi, Centar za razvoj i kvalitetu OSKAR, Zagreb. Osnivač i predsjednik „Udruge menadžera kvalitete u BiH“. Među prvima u BiH se uključuje u projekte obnovljivih izvora energije, konsultant za obnovljive izvore energije, instalirao solarnu elektranu „SE PROSOLAR“ na Proslapu općina Prozor-Rama (2015.).

### Politička karijera
Jedan od osnivača HDZ-a BiH u Prozor-Rami (1990.), obnašao dužnost tajnika, a zatim predsjednika OO HDZ BiH u Rami, član predsjedništva ŽO HDZ BiH HNŽ, član predsjedništva HDZ BiH. Obavljao u više mandata dužnost vijećnika u općinskom vijeću Prozor-Rama (1990. – 1996.), zastupnik u prvoj Skupštini Hercegovačko-neretvanske županije (1996.), zastupnik u dva mandata u Parlamentu FBiH (1998. – 2002.).

## Odličja
- Red hrvatskog pletera
- Red hrvatskog trolista
- Spomenica Domovinskog rata
- Spomenice domovinske zahvalnosti Republike Hrvatske